# Кроазанс
Кроазанс (фр. Croisances) насеље је и општина у централној Француској у региону Оверња, у департману Горња Лоара која припада префектури Пиј ан Веле.
По подацима из 2011. године у општини је живело 34 становника, а густина насељености је износила 4,61 становника/km². Општина се простире на површини од 7,37 km². Налази се на средњој надморској висини од 888 метара (максималној 1.151 m, а минималној 867 m).

## Демографија
| 1962. | 1968. | 1975. | 1982. | 1990. | 1999. | 2011. |
| ----- | ----- | ----- | ----- | ----- | ----- | ----- |
| 89    | 90    | 80    | 70    | 49    | 40    | 34    |

График промене броја становника у току последњих година